# Mannschaftsaufstellungen der Schacholympiade 1930
Die Tabellen nennen die Aufstellung der Mannschaften bei der Schacholympiade 1930 in Hamburg. Die 18 teilnehmenden Mannschaften spielten ein vollrundiges Turnier mit je einem Spiel gegen jede andere Mannschaft. Zu jedem Team gehörten vier oder fünf Spieler, von denen in jedem Wettkampf vier eingesetzt wurden. Die Brettreihenfolge war von Runde zu Runde frei wählbar, die Sortierung in den Tabellen ergibt sich aus der Aufstellung der 1. Runde. Zu jeder Mannschaft sind die gewonnenen, unentschiedenen und verlorenen Wettkämpfe sowie die Punktzahlen genannt. Dann folgen zu jedem Spieler seine persönlichen Ergebnisse. Für die Platzierung der Mannschaften waren die Brettpunkte vorrangig.

## Mannschaften

### 1. Polen
| Platz | Land                | G  | R | V | Brettp. | Mannschaftsp. |
| ----- | ------------------- | -- | - | - | ------- | ------------- |
| 1     | Polen               | 12 | 3 | 2 | 48,5    | 27            |
| Brett | Spieler             | G  | R | V | Punkte  | Partien       |
| 1     | Akiba Rubinstein    | 13 | 4 | 0 | 15      | 17            |
| 2     | Savielly Tartakower | 09 | 6 | 1 | 12      | 16            |
| 3     | Dawid Przepiórka    | 07 | 4 | 2 | 9       | 13            |
| 4     | Kazimierz Makarczyk | 05 | 5 | 3 | 7,5     | 13            |
| 5     | Paulino Frydman     | 03 | 4 | 2 | 5       | 9             |

### 2. Ungarn
| Platz | Land          | G  | R | V | Brettp. | Mannschaftsp. |
| ----- | ------------- | -- | - | - | ------- | ------------- |
| 2     | Ungarn        | 10 | 4 | 3 | 47      | 24            |
| Brett | Spieler       | G  | R | V | Punkte  | Partien       |
| 1     | Géza Maróczy  | 06 | 4 | 2 | 8       | 12            |
| 2     | Sándor Takács | 06 | 5 | 3 | 8,5     | 14            |
| 3     | Árpád Vajda   | 07 | 4 | 3 | 9       | 14            |
| 4     | Kornél Havasi | 10 | 4 | 0 | 12      | 14            |
| 5     | Endre Steiner | 07 | 5 | 2 | 9,5     | 14            |

### 3. Deutschland
| Platz | Land              | G  | R | V | Brettp. | Mannschaftsp. |
| ----- | ----------------- | -- | - | - | ------- | ------------- |
| 3     | Deutschland       | 11 | 4 | 2 | 44,5    | 26            |
| Brett | Spieler           | G  | R | V | Punkte  | Partien       |
| 1     | Carl Ahues        | 04 | 7 | 3 | 7,5     | 14            |
| 2     | Friedrich Sämisch | 08 | 3 | 3 | 9,5     | 14            |
| 3     | Carl Carls        | 06 | 7 | 1 | 9,5     | 14            |
| 4     | Kurt Richter      | 06 | 3 | 3 | 7,5     | 12            |
| 5     | Heinrich Wagner   | 08 | 5 | 1 | 10,5    | 14            |

### 4. Österreich
| Platz | Land                    | G | R | V | Brettp. | Mannschaftsp. |
| ----- | ----------------------- | - | - | - | ------- | ------------- |
| 4     | Österreich              | 8 | 7 | 2 | 43,5    | 23            |
| Brett | Spieler                 | G | R | V | Punkte  | Partien       |
| 1     | Hans Kmoch              | 6 | 4 | 4 | 8       | 14            |
| 2     | Hans Müller             | 7 | 4 | 5 | 9       | 16            |
| 3     | Erich Eliskases         | 8 | 6 | 1 | 11      | 15            |
| 4     | Josef Lokvenc           | 8 | 4 | 2 | 10      | 14            |
| 5     | Siegfried Reginald Wolf | 4 | 3 | 2 | 5,5     | 9             |

### 5. Tschechoslowakei
| Platz | Land             | G  | R | V | Brettp. | Mannschaftsp. |
| ----- | ---------------- | -- | - | - | ------- | ------------- |
| 5     | Tschechoslowakei | 10 | 5 | 2 | 42,5    | 25            |
| Brett | Spieler          | G  | R | V | Punkte  | Partien       |
| 1     | Salo Flohr       | 14 | 1 | 2 | 14,5    | 17            |
| 2     | Karel Treybal    | 03 | 6 | 4 | 6       | 13            |
| 3     | Josef Rejfíř     | 07 | 4 | 3 | 9       | 14            |
| 4     | Ladislav Prokeš  | 04 | 3 | 3 | 5,5     | 10            |
| 5     | Amos Pokorný     | 06 | 3 | 5 | 7,5     | 14            |

### 6. USA
| Platz | Land                 | G  | R | V | Brettp. | Mannschaftsp. |
| ----- | -------------------- | -- | - | - | ------- | ------------- |
| 6     | Vereinigte Staaten   | 10 | 4 | 3 | 41,5    | 24            |
| Brett | Spieler              | G  | R | V | Punkte  | Partien       |
| 1     | Isaac Kashdan        | 12 | 4 | 1 | 14      | 17            |
| 2     | Frank Marshall       | 10 | 5 | 2 | 12,5    | 17            |
| 3     | Harold Phillips      | 0  | 1 | 1 | 0,5     | 2             |
| 4     | Herman Steiner       | 07 | 2 | 6 | 8       | 15            |
| 5     | James Allan Anderson | 03 | 7 | 7 | 6,5     | 17            |

### 7. Niederlande
| Platz | Land                   | G  | R | V | Brettp. | Mannschaftsp. |
| ----- | ---------------------- | -- | - | - | ------- | ------------- |
| 7     | Niederlande            | 10 | 2 | 5 | 41      | 22            |
| Brett | Spieler                | G  | R | V | Punkte  | Partien       |
| 1     | Henri Weenink          | 07 | 6 | 3 | 10      | 16            |
| 2     | Johannes van den Bosch | 07 | 6 | 4 | 10      | 17            |
| 3     | Daniël Noteboom        | 09 | 5 | 1 | 11,5    | 15            |
| 4     | Salo Landau            | 05 | 3 | 7 | 6,5     | 15            |
| 5     | Willem Schelfhout      | 02 | 2 | 1 | 3       | 5             |

### 8. England
| Platz | Land                     | G  | R | V | Brettp. | Mannschaftsp. |
| ----- | ------------------------ | -- | - | - | ------- | ------------- |
| 8     | England                  | 10 | 4 | 3 | 40,5    | 24            |
| Brett | Spieler                  | G  | R | V | Punkte  | Partien       |
| 1     | Mir Sultan Khan          | 09 | 4 | 4 | 11      | 17            |
| 2     | Frederick Dewhurst Yates | 07 | 5 | 4 | 9,5     | 16            |
| 3     | George Alan Thomas       | 03 | 5 | 5 | 5,5     | 13            |
| 4     | William Winter           | 08 | 7 | 0 | 11,5    | 15            |
| 5     | Theodore Tyler           | 01 | 4 | 2 | 3       | 7             |

### 9. Schweden
| Platz | Land                     | G  | R | V | Brettp. | Mannschaftsp. |
| ----- | ------------------------ | -- | - | - | ------- | ------------- |
| 9     | Schweden                 | 09 | 5 | 3 | 40      | 23            |
| Brett | Spieler                  | G  | R | V | Punkte  | Partien       |
| 1     | Gideon Ståhlberg         | 06 | 7 | 4 | 9,5     | 17            |
| 2     | Karl Berndtsson-Kullberg | 07 | 2 | 7 | 8       | 16            |
| 3     | Gösta Stoltz             | 07 | 6 | 4 | 10      | 17            |
| 4     | Erik Lundin              | 10 | 4 | 3 | 12      | 17            |
| 5     | Ernst Jacobson           | 0  | 1 | 0 | 0,5     | 1             |

### 10. Lettland
| Platz | Land              | G | R | V | Brettp. | Mannschaftsp. |
| ----- | ----------------- | - | - | - | ------- | ------------- |
| 10    | Lettland          | 7 | 3 | 7 | 35      | 17            |
| Brett | Spieler           | G | R | V | Punkte  | Partien       |
| 1     | Fricis Apšenieks  | 7 | 4 | 6 | 9       | 17            |
| 2     | Vladimirs Petrovs | 8 | 6 | 3 | 11      | 17            |
| 3     | Movsas Feigins    | 6 | 6 | 5 | 9       | 17            |
| 4     | Arvīds Taube      | 4 | 4 | 9 | 6       | 17            |

### 11. Dänemark
| Platz | Land          | G | R | V | Brettp. | Mannschaftsp. |
| ----- | ------------- | - | - | - | ------- | ------------- |
| 11    | Dänemark      | 5 | 3 | 9 | 31      | 13            |
| Brett | Spieler       | G | R | V | Punkte  | Partien       |
| 1     | Erik Andersen | 9 | 3 | 5 | 10,5    | 17            |
| 2     | Karl Ruben    | 9 | 3 | 3 | 10,5    | 15            |
| 3     | Arno Desler   | 2 | 8 | 6 | 6       | 16            |
| 4     | Åge Olsen     | 0 | 2 | 6 | 1       | 8             |
| 5     | Jacob Gemzøe  | 2 | 2 | 8 | 3       | 12            |

### 12. Frankreich
| Platz | Land                   | G | R | V | Brettp. | Mannschaftsp. |
| ----- | ---------------------- | - | - | - | ------- | ------------- |
| 12    | Frankreich             | 6 | 2 | 9 | 28,5    | 14            |
| Brett | Spieler                | G | R | V | Punkte  | Partien       |
| 1     | Alexander Aljechin     | 9 | 0 | 0 | 9       | 9             |
| 2     | Louis Betbeder Matibet | 4 | 5 | 7 | 6,5     | 16            |
| 3     | Aristide Gromer        | 4 | 5 | 6 | 6,5     | 15            |
| 4     | Marcel Duchamp         | 1 | 6 | 8 | 4       | 15            |
| 5     | André Voisin           | 1 | 3 | 9 | 2,5     | 13            |

### 13. Rumänien
| Platz | Land              | G | R | V  | Brettp. | Mannschaftsp. |
| ----- | ----------------- | - | - | -- | ------- | ------------- |
| 13    | Rumänien          | 4 | 2 | 11 | 28,5    | 10            |
| Brett | Spieler           | G | R | V  | Punkte  | Partien       |
| 1     | Abraham Baratz    | 6 | 5 | 04 | 8,5     | 15            |
| 2     | János Balogh      | 5 | 5 | 05 | 7,5     | 15            |
| 3     | Alexandru Tyroler | 4 | 4 | 07 | 6       | 15            |
| 4     | Henry Taubmann    | 2 | 2 | 09 | 3       | 13            |
| 5     | Ion Gudju         | 3 | 1 | 06 | 3,5     | 10            |

### 14. Litauen
| Platz | Land                   | G | R | V  | Brettp. | Mannschaftsp. |
| ----- | ---------------------- | - | - | -- | ------- | ------------- |
| 14    | Litauen                | 3 | 3 | 11 | 22,5    | 9             |
| Brett | Spieler                | G | R | V  | Punkte  | Partien       |
| 1     | Aleksandras Machtas    | 4 | 4 | 09 | 6       | 17            |
| 2     | Matafia Šembergas      | 5 | 2 | 09 | 6       | 16            |
| 3     | Isakas Vistaneckis     | 3 | 4 | 09 | 5       | 16            |
| 4     | Leonardas Abramavičius | 4 | 0 | 11 | 4       | 15            |
| 5     | Zelikas Kolodnas       | 1 | 1 | 02 | 1,5     | 4             |

### 15. Island
| Platz | Land                | G | R | V  | Brettp. | Mannschaftsp. |
| ----- | ------------------- | - | - | -- | ------- | ------------- |
| 15    | Island              | 4 | 1 | 12 | 22      | 9             |
| Brett | Spieler             | G | R | V  | Punkte  | Partien       |
| 1     | Eggert Gilfer       | 5 | 2 | 10 | 6       | 17            |
| 2     | Ásmundur Ásgeirsson | 3 | 1 | 13 | 3,5     | 17            |
| 3     | Einar Þorvaldsson   | 4 | 7 | 06 | 7,5     | 17            |
| 4     | Jón Guðmundsson     | 3 | 4 | 10 | 5       | 17            |

### 16. Spanien
| Platz | Land                     | G | R | V  | Brettp. | Mannschaftsp. |
| ----- | ------------------------ | - | - | -- | ------- | ------------- |
| 16    | Spanien                  | 2 | 2 | 13 | 21,5    | 6             |
| Brett | Spieler                  | G | R | V  | Punkte  | Partien       |
| 1     | Valentí Marín            | 0 | 4 | 10 | 2       | 14            |
| 2     | Manuel Golmayo Torriente | 3 | 3 | 04 | 4,5     | 10            |
| 3     | Carlos Rodríguez Lafora  | 1 | 3 | 09 | 2,5     | 13            |
| 4     | Ángel Ribera Arnal       | 2 | 5 | 08 | 4,5     | 15            |
| 5     | Plácido Soler Bordas     | 5 | 6 | 05 | 8       | 16            |

### 17. Finnland
| Platz | Land             | G | R | V  | Brettp. | Mannschaftsp. |
| ----- | ---------------- | - | - | -- | ------- | ------------- |
| 17    | Finnland         | 1 | 3 | 13 | 18      | 5             |
| Brett | Spieler          | G | R | V  | Punkte  | Partien       |
| 1     | Birger Rasmusson | 2 | 4 | 07 | 4       | 13            |
| 2     | Ragnar Krogius   | 3 | 2 | 10 | 4       | 15            |
| 3     | Haakon Larsen    | 0 | 4 | 08 | 2       | 12            |
| 4     | Thorsten Gauffin | 3 | 1 | 10 | 3,5     | 14            |
| 5     | Ilmari Rahm      | 3 | 3 | 08 | 4,5     | 14            |

### 18. Norwegen
| Platz | Land                  | G | R | V  | Brettp. | Mannschaftsp. |
| ----- | --------------------- | - | - | -- | ------- | ------------- |
| 18    | Norwegen              | 1 | 3 | 13 | 16      | 5             |
| Brett | Spieler               | G | R | V  | Punkte  | Partien       |
| 1     | Olaf Olsen            | 2 | 4 | 08 | 4       | 14            |
| 2     | Carl Oscar Hovind     | 1 | 2 | 09 | 2       | 12            |
| 3     | Oluf Kavlie-Jørgensen | 3 | 4 | 08 | 5       | 15            |
| 4     | Arne Krogdahl         | 0 | 2 | 11 | 1       | 13            |
| 5     | Trygve Halvorsen      | 2 | 4 | 08 | 4       | 14            |